# Boris Selitsky
Boris Sergueïevitch Selitsky ( russe : Борис Серге́евич Селицкий), né à Leningrad le 22 septembre 1938, est un haltérophile russe qui a concouru pour l' Union soviétique.
Boris Selitsky était enfant à Leningrad pendant la Seconde Guerre Mondiale. Il a survécu au blocus de la ville, ainsi que sa mère et sa sœur, mais son père a été tué au cours d'un bombardement. 
Il a commencé à s'entraîner en haltérophilie sous la direction d'Aleksandr Elisarov. au sein des clubs Spartak puis Lokomotiv, et s'est imposé comme l'un des meilleurs haltérophiles dans la catégorie des poids moyens, au cours des années 1960. En 1967, il a remporté le championnat d'URSS.
Champion d'Europe en 1968, il est sélectionné pour les Jeux olympiques de Mexico, dans la catégorie des moins de 82.5 kg. Il obtient la médaille d'or au terme d'un duel acharné avec son compatriote Vladimir Belyaev. Il établit un nouveau record du monde à la fin de la même année et monte sur le podium des championnats d'Europe et du monde l'année suivante .